# Carnosaures
Els carnosaures (Carnosauria) varen ser un tipus de dinosaures depredadors que varen viure durant els períodes Juràssic i Cretaci.

## Classificació
- Infraordre Carnosauria
  - Erectopus
  - Fukuiraptor
  -  ?Gasosaurus
  -  ?Lourinhanosaurus
  - Monolophosaurus
  - Siamotyrannus
  - Superfamília Allosauroidea
    - Becklespinax?
    - Megaraptor?
    - Família Allosauridae
      - Allosaurus
      - Antrodemus
      - Epanterias
      - Saurophaganax

    - Família Carcharodontosauridae
      - Acrocanthosaurus?
      - Carcharodontosaurus
      - Neovenator
      - Subfamília Giganotosaurinae
        - Giganotosaurus
        - Mapusaurus
        - Tyrannotitan

    - Família Sinraptoridae
      - Metriacanthosaurus
      - Sinraptor
      - Yangchuanosaurus